# Agonum trigeminum
Agonum trigeminum är en skalbaggsart som beskrevs av Carl Hildebrand Lindroth. Agonum trigeminum ingår i släktet Agonum och familjen jordlöpare. Inga underarter finns listade i Catalogue of Life.